# سميحة خريس
سميحة علي خريس (16 أغسطس 1956-) روائية أردنية ولدت في عمان. درست المرحلة الابتدائية في قطر، ثم انتقلت إلى السودان وهناك أتمّت دراستها الثانوية. تخرجت من جامعة القاهرة وحصلت على الإجازة الجامعية في الآداب، وهي تتقن بالإضافة إلى اللغة العربية اللغة الإنجليزية.

## حياتها وتعليمها
تلقّت تعليمها الابتدائي والإعدادي في قَطر ثم في السودان بسبب طبيعة عمل والدها في السلك الدبلوماسي، أنهت الثانوية العامة- الفرع الأدبي في مدرسة الخرطوم الثانوية بالسودان سنة 1973، وحصلت على شهادة البكالوريوس في علم الاجتماع من جامعة القاهرة في مصر سنة 1978.

## مسيرتها المهنية
عملت في مجال الصحافة؛ فبدأت العمل في صحيفة “الاتحاد” الظبيانية في دولة الإمارات العربية المتحدة (1981-1998)، ثم في صحيفة “الدستور” (1998)، وصحيفة “الرأي” في الأردن؛ منذ سنة 1999، كصحفيّةً ومديرة للدائرة الثقافية، تولت رئاسة تحرير مجلة “حاتم” للأطفال التي كانت تصدرها صحيفة (الرأي) حتى تقاعُدها. كما شغلت عضوية مجلس إدارة الإذاعة والتلفزيون (2009)، ومجلس إدارة وكالة الأنباء الأردنية “بترا” (2010).
تحولت عدد من أعمالها الأدبية إلى مسلسلات إذاعية أنتجتها مؤسسة الإذاعة والتلفزيون، وحازت على جوائزَ في مهرجانات الإذاعة والتلفزيون العربية بالقاهرة، ومن هذه الأعمال: “شجرة الفهود”، و”خشخاش”، و”القرمية” (تحولت إلى مسلسل باسم “الليل والبيداء”). كما كانت عضو في رابطة الكتّاب الأردنيين، ورابطة القلم الدولية وعضوة مؤسسة في اتحاد كتّاب وأدباء الإمارات. وترجمت بعض من أعمالها الأدبية للغة الألمانية.
وهي عضو في العديد من الروابط والهيئات الثقافية كرابطة الكتاب الأردنيين ورابطة كتاب وأدباء الإمارات كما أنها عضوة في نقابة الصحفيين الأردنيين. شاركت في العديد من المؤتمرات والندوات العربية في كل من أبو ظبي والمغرب وتونس وبغداد، بالإضافة إلى مشاركاتها على الصعيد المحلي.
كتبت سيناريو النص والسيناريو الإذاعي، والقصص، والرواية، كما ترجمت مختارات قصصية أردنية إلى الإنجليزية، وترجمت روايتها دفاتر الطوفان إلى الألمانية والإسبانية كما ترجمت روايتها «الصحن» إلى الألمانية، ونشرت أعمالها في الصحف العربية والأردنية. حوَّلت رواياتها شجرة الفهود، خشخاش دفاتر الطوفان إلى أعمال درامية قدِّمت عامي 2002و2003 من خلال الإذاعة الأردنية.

## التكريم
- جائزة الدولة التشجیعیة من وزارة الثقافة عن رواية ”شجرة الفھود“ عام 1997

- َالمیدالیة الذھبیة للعمل المتكامل من مھرجان القاھرة للأعمال الدرامیة عام 2002

- جائزة ”أبو القاسم الشابي“ في تونس عن روايتھا ”دفاتر الطوفان“ عام 2004

- جائزة الإبداع الأدبي من مؤسسة الفكر العربي في بیروت عن مجمل أعمالھا عام 2008

- جائزة الدولة التقديرية في الآداب (بالاشتراك) عام 2014

- وسام الحسین للعطاء الممیّز عام 2015

- جائزة كتارا للرواية العربیة – فئة الروايات المنشورة لعام 2017 عن رواية ”فستق عبید"

## أقوال في كتابات سميحة خريس
- أوروك عباس – ناقد من العراق: «نص مانع يضيف الكثير عن عوالم الأنثى ويرصدها من زوايا مختلفة، بتلمس أبجديات ما يحيط بها، ضمن مناخات نفسية، تحفر عميقا في الوجدان. يتجاوز ما استهلكته أقلام الكاتبات، وتقف أمام قلق مشروع للأنثى المنفتحة على طاقة وعيها بذاتها وبالآخر، وصراعها في سبيل ذلك، محاولة التخلص من الافتراضات الجاهزة، وإيجاد موطئ لكيان جديد بتجربتها الخاصة» [3]

- سمير أحمد الشريف- ناقد من مصر: «تُظهر سميحة خريس عن قوة إبداعية في تحديها النسيان الآخذ بعالمنا العربي، نابعة من الطابع الإيجابي للمرأة عموماً، ومن قدرة لغتها على التأثير والإعلان عن حضورها عبر خوضها أكثر اللحظات حميمة. تحضنا خريس بلغتها وسردياتها ذات الجانب التراثي على محاذرة الانتزاع من المكان المألوف إلى آخر مجهول يتعين على العين أن تألفه. فهي تروي أشخاص حياتنا بشكل أو بآخر، وأشياءنا، وأمكنتنا التي يتعاطف معها وجداننا. إنها مجموعة مؤثرة من «الأحاديث»، تعكس وحدة حال جمالية، يتقاسمها المظهر الخارجي والجوهر الباطني الذي نعرفه جميعاً في حياتنا العربية، ما منح الرواية عذوبتها وقدرتنا بالتالي على التواصل معها، لما وضعت اليد على الأوتار المشهدية والإنسانية، وعزفت عليها».[3]
- إبراهيم جابر حول رواية «الصحن»- هذه الرواية من صنف ذلك ”الأدب“ الذي حين تفرغ من قراءته لا تستطيع أن تتخلص من أبطاله إذ يتكومون فجأة على سريرك ويشيعون الفوضى في غرفتك وتحس كأن أحدهم اختبأ في قميصك. وتشعر لوقت وليس لبرهة قليلة أن رائحة الدراق تملأ المكان بل تتحسس سائله الحلو ينقط من أصابعك.[4]

- الناقدة اللبنانية عناية جابر: " تُظهر سميحة خريس عن قوة إبداعية في تحديها النسيان الآخذ بعالمنا العربي، نابعة من الطابع الإيجابي للمرأة عموماً، ومن قدرة لغتها على التأثير والإعلان عن حضورها عبر خوضها أكثر اللحظات حميمة. تحضنا خريس بلغتها وسردياتها ذات الجانب التراثي على محاذرة الانتزاع من المكان المألوف إلى آخر مجهول يتعين على العين أن تألفه. فهي تروي أشخاص حياتنا بشكل أو بآخر، وأشياءنا، وأمكنتنا التي يتعاطف معها وجداننا. إنها مجموعة مؤثرة من «الأحاديث»، تعكس وحدة حال جمالية، يتقاسمها المظهر الخارجي والجوهر الباطني الذي نعرفه جميعاً في حياتنا العربية، ما منح الرواية عذوبتها وقدرتنا بالتالي على التواصل معها، لما وضعت اليد على الأوتار المشهدية والإنسانية، وعزفت عليها.[1]
- الناقد الجزائري د.رشيد بن مالك:«إن هذه الرواية التي تشكل قفزة نوعية في السرد العربي المعاصر تثير أسئلة عديدة حول إيحاءاتها الدلالية والمقاربات المنهجية الكفيلة برصد آليات اشتغالها وذلك لامتناع النص عن البوح بمكنوناته بشكل تقريري، وتداخل هيئاته الساردة وانتقالها من هيئة إلى أخرى دون سابق إنذار على الرغم من تصميمها على الزحف في دهاليز النص».[5]
- الناقد التونسي كمال الرياحي:" لم يعد اسم سميحة خريس مجهولاً لدى القارئ العربي، فقد عرفها من خلال مجموعة من النصوص الروائية والقصصيّة التي لا يمكن إلاّ أن تحتل مكانا مضيئا في إحدى زوايا ذاكرته، فمنذ نصوصها الأولى استطاعت الكاتبة أن تجترح لنفسها مسلكا خاصا وتُنتج لها مريدين يلاحقون جديدها الإبداعي إيمانا منهم بأنّها مبدعة يستحيل بين أصابعها اليومي إلى فنّ مبهر والواقعي إلى سحر لغوي عجيب.
- الناقد السوري نبيل سليمان:«ماذا يبقى غير الحريق؟؟، بلاغة النار في رواية سميحة خريس سخريتها الكبرى؟»
- الناقد الأردني نزيه أبو نضال:«حول نص» نحن «الجديد- هذه غرائبية فلسفية جديدة لكاتبة لا تكف عن تجاوز نفسها لا في الأشكال ولا في المضامين».
- الناقد السوري نضال الصالح - كما تعيد ”دفاتر الطوفان“ إنتاج قصّة التدوين والمحو في تاريخ مدينة عمّان، أو كتابة جزء من سيرة تلك المدينة، تُحدث في الوقت نفسه تعديلاً في المنجَز الروائي النسوي العربيّ الذي لمّا يزل الكثير منه مستغرقاً بقضايا المرأة ومشكلاتها، وقصيّاً، أو يكاد، عمّا يعني الجماعات البشرية قبل أن يعني قطاعات منها فحسب. وكما هي إضافة لتجربة سميحة خريس الروائية، هي، بأن، إضافة إلى التجربة الروائية الأردنية خاصة، والعربية عامة.
- بابلو غارسيا سوريس (مترجم دفاتر الطوفان إلى الإسبانية):«بخصوص الأفضال المعنوية التي يتميز بها هذا الكتاب، أود ان أشير إلى القيم العالمية المتضمنة فيه، وعلى رأسها الرغبة في حياة أحسن، وهي الرغبة التي دفعت جميع أبطال الرواية إلى الهجرة في يوم من الايام إلى عمّان في البحث عن لقمة عيش أو فرص حياة جديدة».
- الناقدة الأردنية رفقة دودين: «أثبتت الروائية المبدعة سميحة خريس جدارةَ قلم المبدعة الأردنية وأصالة النثر وإسهامه في بلوغ مساحات جمالية جديدة في حقل الإبداع، وأخرجته من حالة المراوحة ما بين السائد والمحاكى وحقّ الاختلاف المثري والمغني للتجارب الإبداعية، حينما يوضع على محكّ سمة التأويل الاجتماعية، والتي تسمح بحالة من المراوغة يكتنفها احتمال إلغاء الآخر وإقصائه إذا لم يتوفر على موقع رمزي مهم في متن الإبداع، وحيثما هي مركزيته القابلة للتبديد بكتابة المغايرة والاختلاف التي لا تعني الإضافة الكمية فقط.»

## كتب تناولت تجربة سميحة خريس
- سميحة خريس – قراءات في التجربة الروائية – الدكتور نضال الصالح.
- البنى السردية في روايات سميحة خريس – د.نزار قبيلات
- في تشكل الخطاب الروائي- سميحة خريس الرؤيا والفن – د. إبراهيم ملحم
- حدائق الأنثى – نزيه أبو نضال

## مؤلفاتها
- مع الأرض، مجموعة قصصية، دار الأيام، الخرطوم، 1978.
- رحلتي: رواية، دارالهيثم، بيروت، 1980.
- المد: رواية، دار الشروق، عمان، 1990.
- شجرة الفهود: تقاسيم الحياة، دار الكرمل، عمان، 1995.
- أوركسترا: مجموعة قصصية، دار الكندي، إربد، 1996.
- شجرة الفهود: تقاسيم العشق، دار شرقيات، القاهرة، 1997.
- القرميّة: رواية، منشورات أمانة عمان، 1998.
- خشخاش: رواية، دار الدراسات العربية، بيروت، 2000.
- دفاتر الطوفان، رواية، منشورات أمانة عمان الكبرى، 2003. ط2 الدار المصرية اللبنانية، القاهرة 2004.
- الصحن، رواية، دار أزمنة، عمان، 2003.
- نارة - إمبراطورية ورق - عن دار نارة عمان 2007
- الرقص مع الشيطان - دار نارة- عمان 2008
- نحن - دار نارة -عمان - 2009
- يحيى - دار ثقافات والعربية للعلوم - بيروت 2010
- على جناح الطير - دار الحوار - سوريا 2011

### إصدارات مشتركة
- قصة ضمن مجموعة باسم (قصص من الأردن)، رابطة الكتاب الأردنيين.
- قصة مترجمة ضمن مختارات أردنية صدرت باللغة الإنجليزية.